# Archidiecezja Teresiny
Archidiecezja Teresiny (łac. Archidioecesis Teresiana) – archidiecezja Kościoła rzymskokatolickiego w Brazylii. Należy do metropolii Teresina i wchodzi w skład regionu kościelnego Nordeste IV. Została erygowana przez papieża Leona XIII bullą Supremum Catholicam Ecclesiam w dniu 20 lutego 1902 jako diecezja Piaui. W 1944 nazwę zmieniono na obecną.
9 sierpnia 1952 papież Pius XII utworzył metropolię Teresiny, podnosząc diecezję do rangi archidiecezji.